# CDFM huron-wendat
Le Centre de développement de la formation et de la main-d'œuvre huron-wendat (CDFM) est une institution créée en 1995 par le Conseil de la nation huronne-wendat pour répondre aux besoins des jeunes décrocheurs de la communauté de Wendake et plus tard des autres Premières Nations du Québec. Outre la formation aux adultes, le CDFM s'occupe aussi de la promotion de la culture huronne-wendat, de la revitalisation de la langue huronne-wendat, de la sécurité du revenu et bien d'autres.
Sa directrice est Julie B. Vincent depuis le [Quand ?]. Ses nouveaux locaux ont été inaugurés en 2007 par le Ministre du Secrétariat aux Affaires Autochtones du Québec Geoffrey Kelley.

## Culture
Le CDFM huron-wendat est chargé de la promotion de la culture huronne-wendat. Il détient ce mandat du Conseil de la Nation huronne-wendat. Son personnel est à l'origine de nombreuses activités culturelles telles que, les «Sentiers de la lectures», qui fait la promotion des auteurs autochtones et «La Cabane d'automne», activité saisonnière faisant la promotion de la culture huronne-wendat auprès des gens de la communauté de Wendake.